# 薔薇色のブー子
『薔薇色のブー子』（ばらいろのブーこ）は、2014年に公開された日本映画。

## 概要
HKT48指原莉乃の主演映画。監督・脚本は、「コドモ警察」や「勇者ヨシヒコ」シリーズなどを手掛けてきた福田雄一で、そのシリーズに出演しているメンバーも多数出演している。
福田は、1984年公開の菊池桃子主演、鈴木則文監督の『パンツの穴』のような昔のアイドル映画の空気をイメージして製作したと話している。

## ストーリー
漫画好きで周りに文句ばっかり言っているブー子は、花のキャンパスライフを夢見て大学生になったが理想と現実のギャップに落胆し授業をサボるように。そんな中ブー子は、ネットの漫画サイトで親しくなった“スパロウ”という男性に好意を抱き始め、後日初めて実際に2人で会う約束をする。ブー子は、“ブーブー文句ばかりのブー子”から“前向きで人に優しい幸子”に生まれ変わって人生を薔薇色にしようと決める。
“スパロウ”と会う当日、待ち合わせの22時までの間に少しでもステキな女性になろうと新しい服と髪型を変えに午前中に家を出るブー子。しかしその日に限ってブー子が行く先々で面倒な人たちに会ってしまい、美容師には変な髪型にされ、乗車したバスではバスジャック騒動に遭い服が汚れてしまう。昼過ぎに髪も服も新しくするブー子だったが、その後もヤクザ組織の抗争や迷子の母親探しに巻き込まれて約束の22時を過ぎてしまう。ブー子は諦めかけるが自分を奮い立たせ、待ち合わせ場所に向かうと“スパロウ”とおぼしき彼が待っているのを見つける。

## キャスト
幸子(ブー子)
演 - 指原莉乃（当時HKT48）
名前の読みは、『さちこ』。『ブー子』というあだ名は、子供の頃から何かにつけてブーブー文句を言っていることから。趣味は漫画を読むこととネットの漫画サイトを見ること。大学の専攻は、宇宙工学。ネットでは、『松たか子似』を自称。少女漫画のようなステキな恋に憧れ、ネットで知り合ったスパロウとの初めての出会いに期待する。

### ブー子の家族
滝沢幹男
演 - ユースケ・サンタマリア
母の再婚相手でブー子の義理の父。ブー子からは『滝沢さん』と呼ばれている。エリート商社マンだったが別の仕事に変えた事を家族に隠している。
幸子の母
演 - 三浦理恵子
朗らかだがのんびりした性格。ブー子を可愛がっているが良くも悪くも娘の行動を受け入れている。

### 駅員と利用客
駅員
演 - ホリ
駅の改札を通ろうとしたブー子に声をかけて呼び止める。木村拓哉と出川哲朗の口調で話す。
駅の利用客A
演 - HEY!たくちゃん
ブー子の後から改札を通ろうとする男性。前にいるブー子と駅員がゴタゴタしていて通れないため困る。
駅の利用客B
演 - コージー冨田
ブー子の後から改札を通ろうとする男性。急いでいるため前にいるブー子を急かす。
駅にいる男
演 - 三又又三
利用客なのかは不明だが、駅構内で金八先生(3年B組金八先生)のような格好と口調で乗客に話しかける。

### 作中で起こる事件の関係者
バスジャック、ビル立てこもりの男
演 - ムロツヨシ
路線バスをバスジャックし、その後別の場所で人質事件を起こし、偶然2回とも遭遇したブー子と会話をする。
バスの乗客A
演 - 大河内浩
ブー子と同じく路線バスに乗る乗客。宝くじの高額当選者。おっちょこちょいな性格。
バスの乗客B
演 - 井上裕介（NON STYLE）
ブー子と同じく路線バスに乗る乗客。本人曰く「バレンタインデーにトラックいっぱいのチョコをもらった事がある」とのこと。
やじ馬
演 - 酒井健太（アルコ&ピース）
街なかにあるビルで起こった立てこもり事件を他の通行人たちと共に様子を見守る。
警察官
演 - 平子祐希（アルコ&ピース）
人質立てこもり事件を起こした犯人に向かって拡声器で人質解放するよう説得する。
人質の女の子
演 - 春名風花
中学生ぐらいの子供。運悪く立てこもり事件に巻き込まれて人質となる。

### ヤクザたち
すずめだ組の若頭
演 - 田口トモロヲ
ヤクザ組織の男。ある時ブー子の言動を気に入って、組織の組長になって欲しいとしつこく頼む。
すずめだ組の組長
演 - きたろう
余命幾ばくもない状態で病気で床にふせている。若頭が連れてきたブー子と対面する。
わしお組の若頭
演 - 岡田義徳
すずめだ組と敵対するヤクザ組織を仕切る男。抗争相手のすずめだ組と対決する。

### 迷子の関係者
迷子
演 - 鈴木福
北海道から母親と東京にやって来たが、とある地下鉄の駅近くで母親とはぐれた時にブー子と出会う。
迷子の母親
演 - 中村ゆり
多額の借金を返済するため遠い場所に1人で行くことが決まるが、息子に伝えられないでいる。
取り立て屋
演 - 橋本じゅん
迷子の母親が多額の借金をしたため、働いて返すように強い口調で迫る。

### その他の主な人たち
漫画の女性キャラ
演 - 浪川大輔（声の出演）
冒頭の漫画の登場人物の声を担当。
漫画の男性キャラ
演 - 平野綾（声の出演）
冒頭の漫画の登場人物の声を担当。
ドッキリ企画のスタッフ
演 - 大水洋介(ラバーガール)
映画のエキストラとして出演してほしいと偶然通りかかったブー子に依頼する。
ドッキリ企画の監督
演 - 飛永翼(ラバーガール)
映画の撮影と偽って一般人を落とし穴に落とすというドッキリを仕掛ける。
ＴＶ局のディレクター
　  演 - 中村倫也
コンビニの店員
演 - 上地春奈
店の経営者か先輩店員かは不明だが、他のバイトに指示を出す。沖縄の方言らしき言葉で話す。
デパートの社長
演 - 志賀廣太郎
デパートに来店した“10億人目の客”となったブー子をコミカルな踊りで出迎える。
デパートの店長
演 - マギー（俳優）
デパートの客として来店したブー子と会話する。「イェイ！」が口癖。
ラーメン屋の主人
演 - 山西惇
来店したブー子にラーメンを作る。ただし作るのはインスタント麺で、一杯2000円の価格で提供する。
チャーリーやまぐち
アフロヘアの男性美容師。来店したブー子から「おまかせで」と言われて、彼女を個性的な髪型にする。
若い奥さん
演 - 松岡璃奈子
住宅街にある自宅で乳児と2人でいた所、突然やって来た初対面のブー子にトイレを貸す。
占い師
演 - 片桐はいり
商店街で客を相手に占いをしているが、小学生から嘘つき呼ばわりされていて占いの当たる確率は不明。
コートを着た男
演 - 佐藤二朗
初めて出会ったブー子に身の上話をする。本人によると妻や子供から見下されているとのこと。
裕福な若い女性
演 - 小嶋陽菜（当時AKB48）
自身が運転する車とブー子が接触事故になりかけたため、彼女に言葉をかける。
スパロウ（ハンドルネーム）
ネットの漫画サイトを通じてブー子と知り合った男性。自称「顔かたちがジョニー・デップ似」。ブー子とはネットのメッセージのやり取りでは親しくなっているが、実際にはまだ一度も会ったことがない状態。

## スタッフ
- 監督：福田雄一
- 助監督：久保田博紀
- 製作：平城隆司、大田圭二、山本晋也、木下直哉、浅井賢二、笹栗哲朗
- 企画：秋元康
- チーフプロデューサー：林雄一郎
- プロデューサー：八木征志、古澤佳寛、鈴木仁行
- 脚本：福田雄一
- 撮影：吉沢和晃、吉田淳志
- 美術：尾関龍生
- 照明：小西章永
- 録音：高島良太
- 整音：スズキマサヒロ
- 編集：栗谷川純
- 音楽：瀬川英史
- 主題歌：内田裕也 feat.指原莉乃『シェキナベイベー』
- 配給：東宝映像事業部
- 制作プロダクション：レスパスフィルム
- 製作会社：「薔薇色のブー子」製作委員会（テレビ朝日、東宝、朝日放送、木下グループ、メ〜テレ、九州朝日放送、レスパスビジョン）